# Diane d’Andoins
Diane d’Andoins, becenevén „la belle Corisande” (Hagetmau, 1554–Hagetmau, 1621. február) a későbbi IV. Henrik francia király egyik szeretője.

## Élete
Diane 1554 végén született a délnyugat-franciaországi Hagetmau városában, Paul  d'Andoins báró (Lescar lordja és Louvigny vikomtja) és Caunai Marguerite leányaként. Évek múlva Diane lett Béarn egyik leggazdagabb örökösnője. 1567. augusztus 6-án, körülbelül 13 éves korában a kislányt eljegyezték Philibert of Gramont-tal, Guiche grófjával, akihez 1568. november 21-én, egy csütörtöki napon hozzá is ment. Gramont volt egyben Aster vikomtja és Bayonne kormányzója is.
Diane csupán 25-26 éves, amikor elveszítette fiatal férjét, aki 1580-ban, La Fère ostroma során szerzett sérülésébe halt bele. Az asszony özvegyen maradt két kisgyermekével. (Addigra már egy fia és egy leánya is született hitvesétől.) A kisfiút Antoine-nak, a lányt pedig Catherine-nak hívták. Antoine lett később Gramont 2. hercege, kinek unokája, Catherine-Charlotte de Gramont, a későbbi monacói hercegné lett XIV. Lajos francia király egyik ágyasa.
Diane már ekkor híressé vált szépségéről és kiterjedt műveltségéről, többek közt a francia reneszánsz irodalom terén is, főleg ami Michel de Montaigne írói munkásságát illeti. Az ifjú özvegy rajongott az udvari irodalomért, különösen a trubadúr költészetért, azon belül pedig kedvenc könyvei közé sorolta a spanyol–portugál eredetű, Amadis de Gaula című regényt, ami még a 14. században íródott, s a lovagok kalandos, olykor tündérmesébe illő életét dolgozza fel. 
Megismerkedett a későbbi IV. Henrik francia uralkodóval, aki hálás volt Diane-nak, amiért a csinos özvegy jó barátságot alakított ki a király húgával, Catherine de Bourbonnal, a későbbi lotaringiai hercegnével, annak ellenére, hogy a két asszony különböző vallás híve volt. (Diane katolikus, míg Catherine kálvinista hitben nevelkedett.)
Henrik kitartóan udvarolt az asszonynak, mielőtt kialakult közöttük az intim viszony. Diane 1582 és 1590 között gyakorolta a legnagyobb befolyást Franciaország ügyeire, s a király más szeretőivel ellentétben a hölgy már részt vehetett az uralkodó üzleti ténykedéseiben is. Henrik, aki III. Henrik néven már 1572 óta volt Navarra királya, 1589. augusztus 2-án IV. Henrik néven lett Franciaország következő uralkodója. Henrik becenevet is adott újdonsült ágyasának, s onnantól kezdve Diane lett a „Szép Korizánde”. A szép grófné, viszonzásul a király belé vetett bizalmáért, élete végéig hű alattvalója és bizalmasa maradt az uralkodónak. Amikor kitört a vallásháború a katolikusok és protestánsok között, Diane nagylelkűen elzálogosította a saját birtokait, gyémántjait pedig odaadta Henriknek, hogy anyagilag is támogathassa az uralkodót a fegyveres harcok megkezdéséhez. Az ezekből származó pénzen a király 20 ezer, gascony-i (délnyugat-franciaországi) származású katona zsoldját tudta előteremteni. 
Az elismert francia költő, Théodore-Agrippa d'Aubigné elbeszélése szerint ezek után a hálás Henrik állítólag „saját vérével” írt levelet Diane-nak, melyben házassági ígéretet tett a hölgynek, amit nem tartott be. Egyesek szerint Henriket előző ágyasa, a Diane-ra féltékeny Françoise de Montmorency-Fosseux (1579 és 1581 között volt Henrik egyik szeretője) beszélte le a frigy megkötéséről, azon kívül az ország protestáns nemessége is nagyon aggódott a katolikus Diane egyre növekvő befolyása miatt. 
Egy modernkori családfakutató véleménye szerint Diane még egy fiút is szült Henriknek, aki az Antonin keresztnevet kapta, ám ez a tény mindmáig nem nyert bizonyítást.
Ez a kivételes asszony 1621 februárjában, körülbelül 66 esztendősen, szülővárosában, saját kastélyában távozott az élők sorából.